# 의료장비기사
의료장비기사는 환자진료에 사용되는 의료장비를 설치 및 보수·유지하고 장비의 종사하는 직업이다.

## 정보
- 산업분류 : 의료업/의료용 기기 제조업
- 정규교육 : 12년 초과 ~ 14년 이하 (전문대졸 정도)
- 숙련기간 : 2년 초과 ~ 4년 이하
- 직무기능 : 자료(분석) / 사람(말하기·신호) / 사물(정밀작업)
- 작업강도 : 가벼운 직업
- 작업장소 : 실내
- 자격/면허 : 의공산업기사, 의공기사
- 유사명칭 : 의공기사, 의료장비관리사, 의료장비기술자
- KECO코드 : 1939